# Abraham van der Hulst
 (février 2016).
Si vous disposez d'ouvrages ou d'articles de référence ou si vous connaissez des sites web de qualité traitant du thème abordé ici, merci de compléter l'article en donnant les références utiles à sa vérifiabilité et en les liant à la section « Notes et références ».
Abraham van der Hulst (né le 11 avril 1619 à Amsterdam, mort le 12 juin 1666 à la bataille des Quatre Jours) est un amiral hollandais du XVIIe siècle.

## Biographie
Van der Hulst est temporairement nommé capitaine en 1650. Il commande le Groningen à la première guerre anglo-néerlandaise, avant d'être promu capitaine à part entière en 1653. Il sert alors comme capitaine à bord du Vrijheid, le vaisseau du vice-amiral Witte de With lors de la bataille de Gabbard et de la bataille de Scheveningen.
En 1654, il conduit un convoi en Méditerranée. En 1656, pendant le blocus du Portugal, de la guerre hollando-portugaise, il capture deux navires marchands. En 1658, il est capitaine à bord du Hilversum, navire du vice-amiral Michiel de Ruyter lors du nouveau blocus du Portugal. En 1661, il est affecté à la flotte de Ruyter en Méditerranée. Lors de la deuxième guerre anglo-néerlandaise, il a été menacé, le 29 janvier nommé temporairement contre-amiral par l'amirauté d'Amsterdam.
À la bataille de Lowestoft en 1665, il commande en second l'escadre du lieutenant-amiral, Jacob van Wassenaer Obdam et prend le commandement lorsque celui-ci est tué dans l'explosion de son navire amiral. Cette bataille se termine sur une cuisante défaite pour les Hollandais et les capitaines qui couvrent la retraite de la flotte, dont Van der Hulst, sont vus comme des héros. Le 25 juillet, il est promu vice-amiral.
À la bataille des Quatre Jours il commande en second l'escadre du lieutenant-amiral, Cornelis Tromp, à l'arrière de la flotte anglaise. Lors de la deuxième journée en raison d'une erreur de communication Tromp ne suit pas le corps principal de la flotte néerlandaise. Son escadre se retrouve isolée et attaquée par une force anglaise supérieure. Ruyter intervient à temps et sauve in extrémis l'escadre de Tromp. Plusieurs navires, dont le Spiegel de Van der Hulst, ont quand même subi de gros dégâts. Lui-même est mortellement blessé par une balle de mousquet dans la poitrine. Le Spiegel doit être abandonné.

## Postérité
Van der Hulst est inhumé dans l'Oude Kerk à Amsterdam, où une stèle de marbre, œuvre de Artus de With, sera plus tard érigée.
Son nom sera donné en 1993 à un navire de la Classe Karel Doorman: le HNLMS Abraham van der Hulst.